# Shakir Smith
Shakir Smith (Tucson, 25 ottobre 1992) è un cestista statunitense.

## Palmarès
- Coppa di Portogallo: 1

Sporting CP: 2021
- Coppa di Lega portoghese: 1

Sporting CP: 2022